# ATK (fotbalový klub)

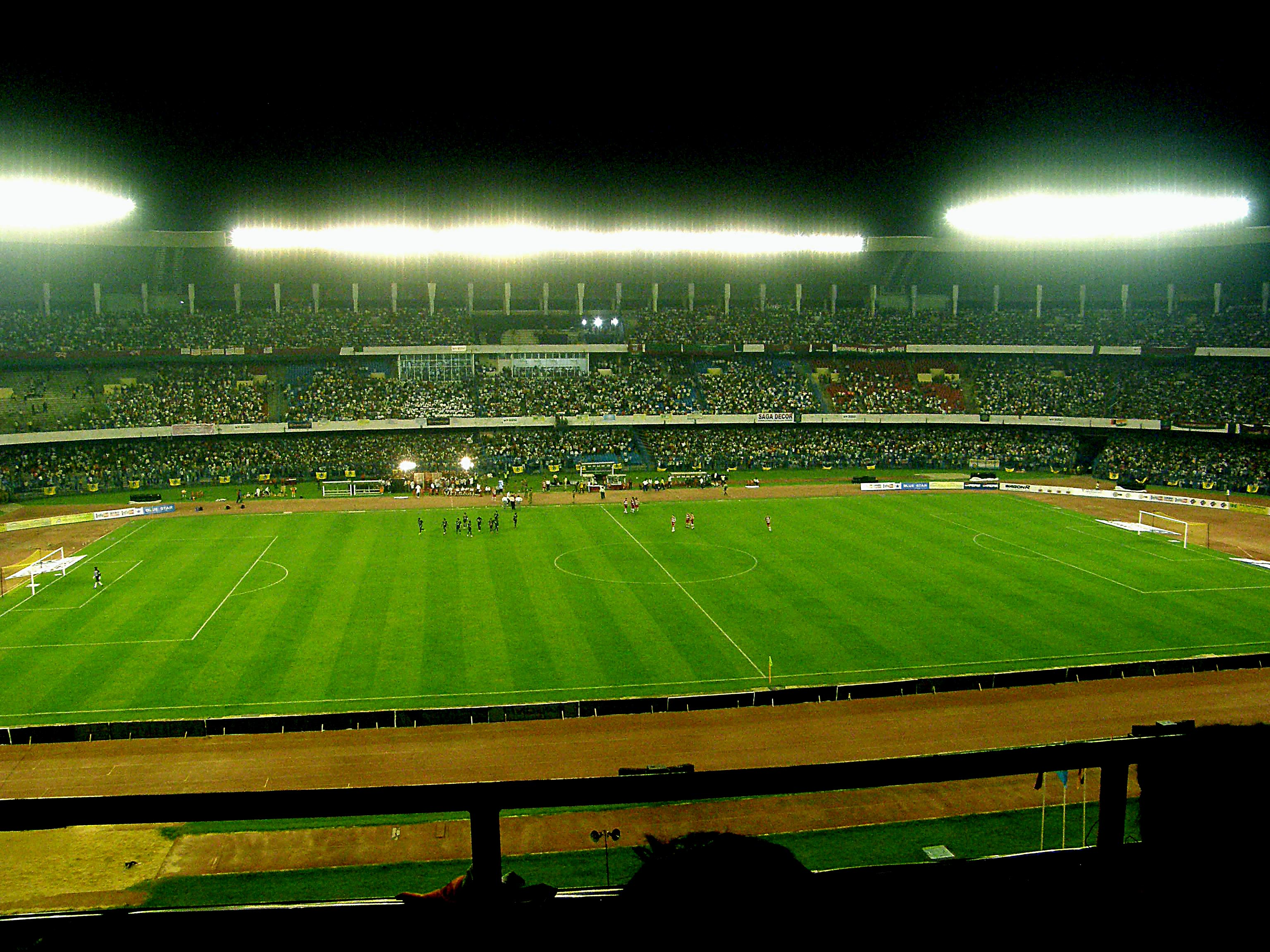
Stadion Salt Lake

Atlético de Kolkata (Atlético Kalkata, bengálsky আটলেটিকো দে কলকাতা]) byl indický fotbalový klub z města Kalkata ve státě Západní Bengálsko založený 7. května 2014. Byl jedním z 8 týmů prvního ročníku indické Superligy (Indian Super League), který běžel od října do prosince 2014.
Domácím hřištěm byl stadion Salt Lake, na němž byla snížena kapacita pro zápasy ISL ze 120 000 na 68 000 míst.
Byl částečně vlastněn španělským klubem Atlético Madrid (franšízing), s nímž sdílel stejné klubové barvy (modrá, červená a bílá).
20. prosince 2014 získalo Atlético de Kolkata historicky první titul v Indian Super League po finálove výhře 1:0 nad Kerala Blasters FC.

## Úspěchy
- 1 × vítěz Indian Super League (2014)[5]

## Soupiska
K 23. 8. 2014
| Číslo |           | Pozice | Hráč                    |
| ----- | --------- | ------ | ----------------------- |
| 3     | Indie     | O      | Nallappan Mohanraj      |
| 4     | Indie     | Z      | Sanju Pradhan           |
| 6     | Indie     | Ú      | Baljit Sahni            |
| 9     | Etiopie   | Ú      | Fikru Tefera            |
| 10    | Španělsko | Z      | Luis García             |
| 13    | Španělsko | B      | Basilio Sancho Agudo    |
| 14    | Indie     | Ú      | Mohammed Rafi           |
| 17    | Španělsko | O      | Josemi                  |
| 20    | Indie     | Z      | Rakesh Masih            |
| 21    | Česko     | Z      | Jakub Podaný            |
| 24    | Španělsko | Ú      | Arnal Llibert           |
|       | Indie     | B      | Subhasish Roy Chowdhury |
|       | Arménie   | B      | Apoula Edel             |

| Číslo |           | Pozice | Hráč              |
| ----- | --------- | ------ | ----------------- |
|       | Indie     | O      | Arnab Mondal      |
|       | Indie     | O      | Biswajit Saha     |
|       | Indie     | O      | Denzil Franco     |
|       | Indie     | O      | Kingshuk Debnath  |
|       | Francie   | O      | Sylvain Monsoreau |
|       | Indie     | Z      | Cavin Lobo        |
|       | Indie     | Z      | Lester Fernandez  |
|       | Indie     | Z      | Climax Lawrence   |
|       | Botswana  | Z      | Ofentse Nato      |
|       | Bangladéš | Z      | Mamunul Islam     |
|       | Španělsko | Z      | Jofre Mateu       |
|       | Španělsko | Z      | Borja Fernández   |
|       | Indie     | Ú      | Mohammed Rafique  |

## Čeští hráči v klubu
Zde je seznam českých hráčů, kteří působili nebo působí v Atléticu de Kolkata:
- Jakub Podaný[4]